# Lista de presidentes do Futebol Clube do Porto
Esta é uma lista com todos os presidentes que passaram pelo Futebol Clube do Porto.

## Presidentes
| #    | Período       | Presidente                        | Foto |
| ---- | ------------- | --------------------------------- | ---- |
| 1.º  | 1893-96       | António Nicolau d'Almeida         |      |
| 2.º  | 1906–11       | José Monteiro da Costa            |      |
| 3.º  | 1911          | Júlio Garcez de Lencastre         |      |
| 4.º  | 1911–12       | Guilherme do Carmo Pacheco        |      |
| 5.º  | 1912–14       | Joaquim Pereira da Silva          |      |
| 6.º  | 1914–16       | António Borges d'Avellar          |      |
| 7.º  | 1916–17       | António Martins Ribeiro           |      |
| 8.º  | 1917–20       | Henrique Mesquita                 |      |
| 9.º  | 1920–22       | António Cardoso Pinto de Faria    |      |
| 10.º | 1922–23       | Eurico Brites                     |      |
| 11.º | 1923          | Sebastião Ferreira Mendes         |      |
| 12.º | 1923–26       | Domingos d'Almeida Soares         |      |
| 13.º | 1926–27       | Afonso Themudo                    |      |
| –    | 1927–28       | Sebastião Ferreira Mendes         |      |
| 14.º | 1928–29       | Urgel Horta                       |      |
| 15.º | 1929–30       | Augusto Fernando Sequeira         |      |
| 16.º | 1930–31       | Eduardo Dumont Villares           |      |
| 17.º | 1931–32       | António Figueiredo e Melo         |      |
| –    | 1932–34       | Sebastião Ferreira Mendes         |      |
| –    | 1934–36       | Eduardo Dumont Villares           |      |
| 18.º | 1936–38       | Carlos Teixeira da Costa Júnior   |      |
| 19.º | 1938–40       | Ângelo César                      |      |
| 20.º | 1940–41       | Augusto Pires de Lima             |      |
| 21.º | 1941–44       | José Sousa Barcelos               |      |
| 22.º | 1944–45       | Luís Ferreira Alves               |      |
| 23.º | 1945–48       | Cesário Bonito                    |      |
| 24.º | 1948          | Júlio Ribeiro Campos              |      |
| 25.º | 1948–50       | Miguel Pereira                    |      |
| –    | 1950–51       | Júlio Ribeiro Campos              |      |
| –    | 1951–54       | Urgel Horta                       |      |
| 26.º | 1954–55       | José Carvalho Moreira de Sousa    |      |
| –    | 1955–57       | Cesário Bonito                    |      |
| 27.º | 1957–59       | Paulo Pombo de Carvalho           |      |
| –    | 1959–61       | Luís Ferreira Alves               |      |
| 28.º | 1961–65       | José Maria do Nascimento Cordeiro |      |
| –    | 1965–67       | Cesário Bonito                    |      |
| 29.º | 1967–72       | Afonso Pinto de Magalhães         |      |
| 30.º | 1972–82       | Américo de Sá                     |      |
| 31.º | 1982–2024     | Jorge Nuno Pinto da Costa         |      |
| 32.° | 2024–Presente | André Villas-Boas                 |      |

 Atualizado em 27 de abril de 2024